# Ryszard Patelka
Ryszard Patelka (ur. 21 marca 1935, zm. 29 czerwca 2019) – polski lekkoatleta specjalizujący się w rzucie oszczepem.
Reprezentant Polski w meczu międzypaństwowym przeciwko Jugosławii w 1959 (4. miejsce z wynikiem 68,86), brązowy medalista mistrzostw kraju w 1960 roku. Podczas kariery sportowej reprezentował barwy AZS-u Olsztyn (1955), Kormorana Olsztyn (1957–1958), LZS-u Działdowo (1959) i Zawiszy Bydgoszcz (od 1960). Rekord życiowy: 77,26 (12.05.1963, Bydgoszcz).
Pracował jako trener w sekcji lekkoatletycznej bydgoskiego Zawiszy.
Ojciec oszczepnika Bogdana Patelki.